# アレクサンドル・スヴォーロフ (客船)
座標: 北緯56度19分48秒 東経44度00分32秒 / 北緯56.330度 東経44.009度
アレクサンドル・スヴォーロフ（Aleksandr Suvorov、ロシア語: Александр Суворов）は、ヴォルガ川-ドン川流域を航行するヴァレリヤン・クイビシェフ級 (92-016、OL400) のソ連/ロシア船籍のリバークルーズ客船。1983年6月5日、「アレクサンドル・スヴォーロフ」はウリヤノフスク鉄道橋の橋桁に衝突した。その事故で177人が死亡したが同船は沈没しておらず、修復され現在も航行している。母港は現在ニジニ・ノヴゴロドである。

## 船歴
1981年にチェコスロバキア・コマールノのSlovenské Lodeniceで建造され、ロシアの大元帥アレクサンドル・スヴォーロフにちなんで名づけられた。全長は135.7m、全幅は16.8m、喫水は2.9m、出力は736kW3基（2208kW）である。同船はエンジン3基と4つの甲板を有する。巡航速度は26 km/h (16 mph; 14 kn)であり、乗客定員は400人である。1980年代の間、アレクサンドル・スヴォーロフはヴォルガ=ドン・ラインのフラッグシップでありロストフ・ナ・ドヌに母港を置いていた。

### 1983年の悲劇
1983年6月5日、「アレクサンドル・スヴォーロフ」はロストフからモスクワへ航行していた。同船には乗客330人と乗員30人、サービス要員35人が乗船していた。数人の無登録の乗客も乗っていたとされている。22時00分ごろ、上甲板のシネマホールでオークションが間もなく開催されるという知らせが出た。22時45分からテレビ中継が行われる予定で、多くの乗客が上甲板に集まった。一等航海士のウラジミール・ミテンコフ (Vladimir Mitenkov) と操舵手のウヴァーロフ (Uvarov) が同じく上甲板にある操舵室で操船していた。船長のウラジミール・クレイメノフ (Vladimir Kleymenov) は自分のキャビンで休憩していた。同船は最高速度の25 km/h (16 mph; 13 kn)で航行していた。船は通行可能な2つ目のスパンではなく6つ目のスパンに達したが、そのスパンは船の主甲板よりも低く貨物列車が橋の上を通過していた。川岸にいた管制官たちは「アレクサンドル・スヴォーロフ」が誤ったスパンに来たことに気づいた。彼らは同船に無線でメッセージを送ったが、返信は無かった。次に彼らは警告用の発炎筒を発射したが手遅れであった。橋のスパンは甲板室とシネマホールを切断したが、最下甲板は無傷であった。衝撃で橋は損傷し、一部の車両が脱線し、車両の積荷が船に落下した。「アレクサンドル・スヴォーロフ」は橋に衝突した後もさらに300メートル (1000ft) 進み続けた。複数の救助艇が40分後に「アレクサンドル・スヴォーロフ」に到着した。
悲劇の直後、ウリヤノフスクは閉鎖都市と宣言された。ボランティアたちは献血を行なったり応急の棺を作ったりした。負傷者の大部分は、列車から落ちてきた穀物や石炭による剥離損傷を負っていた。

### 調査
惨事の直後には、乗組員が酔っ払っていたとか、犯罪者のしわざだなど事件について住民の間にさまざまなうわさが流れた。ヘイダル・アリエフを長とする特別委員会が事故を調査した。
委員会は事故原因の可能性について4つの公式見解を示した。
1. 一等航海士のミテンコフの刑事過失
2. 操舵手のウヴァーロフの刑事過失
3. 橋に照明設備を設置しなかった鉄道員の刑事過失
4. 橋の照明が点いていなかったこと

また、橋のところにあった鉄道信号所が、正しいスパンを示す航路標識と似ていたこともわかっている。鉄道員と船員の間には、橋の照明について以前から対立があったが、アリエフはソ連の鉄道相ベシュチョフ (Beshchev)を守るために「アレクサンドル・スヴォーロフ」乗員を告訴したのではないかという憶測もあった。専門家は、事故で死亡したミテンコフとウヴァーロフが事故当時しらふであったことを証明している。
事故後、船長のクレイメノフが橋脚付近の堰のところで見つかった。彼は水泳パンツを着ており取り乱していた。彼は事故を防止できず適切な命令を出さなかったため、懲役10年を宣告されたが、6年後に釈放された。彼は1990年に梗塞で死亡した。